# Mode pivot
 (mars 2013).
Si vous disposez d'ouvrages ou d'articles de référence ou si vous connaissez des sites web de qualité traitant du thème abordé ici, merci de compléter l'article en donnant les références utiles à sa vérifiabilité et en les liant à la section « Notes et références ».
On nomme mode pivot la possibilité de basculer un écran du mode paysage en mode portrait comme on le fait avec un téléphone ou une tablette. La taille et le poids des écrans demande que leur pied soit réglable en hauteur et muni d'un système de compensation de poids.
Quelques écrans sont munis d'un capteur d'orientation que leur pilote sait gérer. L'écran se réorganise alors, au moins sous Windows. Dans le cas contraire, si l'écran est tactile, il est facile de commander sa réorientation avant ou après rotation. S'il ne l'est pas, on indique en général qu'on va procéder à celle-ci au préalable, car le maniement d'un pointeur de souris est plus délicat lorsque ses mouvements en horizontal et vertical ne correspondent plus à ceux de la souris.
Le mode pivot a existé sur quelques dispositifs de traitement de texte dès les années 1980, mais n'est devenu vraiment populaire qu'avec la généralisation des écrans plats. Le mode portrait est particulièrement utile pour éviter le scrolling continuel dans les opérations suivantes :
- développement logiciel ;
- lecture de documents PDF ou d'aide en ligne ;
- consultation de sites Internet.